# Sarah Cecilia Harrison
Sarah Cecilia Harrison (1863-1941) est une peintre irlandaise et la première femme à siéger au conseil municipal de Dublin.

## Biographie

### Formation
Sarah Cecilia Harrison naît dans une famille aisée de Holywood, dans le comté de Down en Irlande. À la suite du décès de son père, en 1873, sa famille s'installe à Londres.
Sarah Cecilia Harrison fréquente le Queens' College de Londres où elle reçoit une médaille d'argent de l'University College de Londres, pour sa pratique de la peinture de l'Antique. Elle étudie avec Alphonse Legros à la Slade School of Fine Art de 1878 à 1885 et remporte la bourse Slade. Elle voyage énormément à travers l'Europe dans le cadre de ses études notamment à Paris, en Italie et à Amsterdam.

### Carrière artistique
En 1889, Sarah Cecilia Harrison s'installe à Dublin et s'impose comme l'un des plus grands portraitistes d'Irlande. Elle présente 60 peintures à l'exposition annuelle de la Royal Hibernian Academy et de nombreuses autres œuvres à la Royal Academy de Londres au cours de sa carrière. Elle est académicienne honoraire de la Royal Ulster Academy of Fine Arts.
Elle s'implique étroitement dans la campagne de Hugh Lane pour créer une galerie d'art moderne à Dublin. Elle révèle ses fiançailles avec le marchand d'art, à la mort de ce dernier à bord du Lusitania, en 1915. Son portrait de Hugh Lane peint en 1914 est l'une de ses œuvres les plus connues.

### Carrière politique

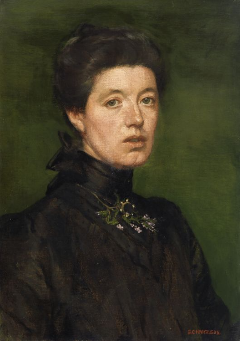
Autoportrait.

Sarah Cecilia Harrison devient la première femme à siéger au Conseil municipal de Dublin en 1912. Elle a fait campagne pour que l'aide aux pauvres soit étendue aux chômeurs valides et s'emploie à promouvoir les droits des femmes. Elle travaille en étroite collaboration avec l'échevin Alfie Byrne (en). 
Elle occupe aussi une place de premier plan dans de la victoire du droit de vote des femmes. Elle est connue pour avoir escorté Anna Haslam pour voter au palais de justice de Williams Street, à Dublin, lors des élections de 1918.

### Mort
Sarah Cecilia Harrison est enterrée dans le cimetière Mount Jerome à Dublin. Sa pierre tombale comporte l'inscription « Artiste et ami des pauvres. »

## Vie privée
L'arrière-petit-neveu de Sarah Cecilia Harrison est le réformateur et industriel Henry Joy McCracken. Elle a aussi pour frère un partisan de Charles Stewart Parnell, également membre du Parlement du Comté de Tipperary. 

## Reconnaissance
Le style artistique de Sarah Cecilia Harrison est précis et réaliste. Plusieurs de ses  œuvres se trouvent dans les collections de la National Gallery of Ireland, de la Hugh Lane Gallery, de l'Office of Public Works (en), de la Scottish National Portrait Gallery, de l'Ulster Museum et des National Museums Northern Ireland. 
Elle est connue comme une artiste, nationaliste, réformatrice sociale et militante féministe. Elle est devenue une portraitiste reconnue. Le 24 novembre 2014, sa toile Portrait of a Young Lady Reading s'est vendue aux enchères pour 6 600 €.

## Œuvres connues
- Portrait of Henry Joy McCracken, tableau présent dans les collections du Ulster Museum.
- Portrait of Hugh Lane.
- Portrait of Scottish Writer, 1897.